# Panalipa immeritalis
Panalipa immeritalis är en fjärilsart som beskrevs av Walker 1859. Panalipa immeritalis ingår i släktet Panalipa och familjen Crambidae. Inga underarter finns listade i Catalogue of Life.